# Stenalia stipae
Stenalia stipae es una especie de coleóptero de la familia Mordellidae.

## Distribución geográfica
Habita en la península ibérica (España) y Argelia.